# Opinia Krakowska
Opinia Krakowska – niezależne pismo wydawane w Krakowie w latach 1978–1991 poza ingerencją cenzury.

## Historia

### 1978–1981
Pierwszy numer pisma ukazał się w kwietniu 1978. Było to pierwsze niezależne pismo wydawane w większym nakładzie i w większej objętości przez opozycję demokratyczną w Krakowie. Opinia Krakowska wydawana była początkowo jako pismo Ruchu Obrony Praw Człowieka i Obywatela, a po powstaniu Konfederacji Polski Niepodległej 1 września 1979 jako organ II Obszaru KPN (w okresie zawieszenia działalności KPN od listopada 1980 do lipca 1981 pismo ukazywało się jako organ Ruchu Porozumienia Polskich Socjalistów). Okładkę zaprojektował Adam Macedoński, a jego projekt Romana Kahl-Stachniewicz uzupełniła przez dodanie znaku Polski Walczącej.
Początkowo redakcję tworzyli: Krzysztof Gąsiorowski (red. naczelny), Romana Kahl-Stachniewicz (w jej mieszkaniu odbywały się zebrania redakcji), Stanisław Janik-Palczewski, Michał Muzyczka. W październiku 1978 doszedł Stanisław Tor. W stopce ujawniano adres redakcji, który był tożsamy z adresem punktu konsultacyjno-informacyjnego ROPCiO (potem KPN) w Krakowie.
Początkowo pismo było przepisywane na maszynie w kilkudziesięciu egzemplarzach oraz kserowane w pomniejszeniu (format kieszonkowy). Nr 4–5 został wydrukowany na powielaczu spirytusowym. Od czerwca 1980 pismo było drukowane na matrycach białkowych w nakładzie kilkuset egzemplarzy. Drukowali je m.in. Krzysztof Bzdyl, Radosław Huget i Stanisław Tatara. Objętość pisma wynosiła 18–30 stron.
Tematyka pisma obejmowała artykuły z zakresu historii oraz problemów bieżących, oświadczenia ROPCiO, KPN, RPPS, informacje o łamaniu praw człowieka, głównie o rewizjach, przesłuchaniach, zatrzymaniach. Członkowie redakcji pisma publikowali pod swymi nazwiskami. Ponadto w piśmie ukazywały się teksty innych osób, m.in. Andrzeja Kostrzewskiego, który publikował pod pseudonimem „Festucus”.
W 1978 był to miesięcznik (w lipcu i sierpniu oraz w listopadzie i w grudniu ukazały się podwójne numery). W 1979, do czerwca włącznie, ukazywały się podwójne numery a następnie (od numeru 16) pismo ukazywało się jako dwumiesięcznik. W 1980 (od nr 22) pismo ukazywało się nieregularnie. Oprócz tego wydawano okolicznościowe numery specjalne. Po 13 grudnia 1981 roku pismo przestało się ukazywać, gdyż wszyscy członkowie redakcji oraz drukarze zostali internowani.

### 1982
Po wprowadzeniu stanu wojennego grupa młodych Konfederatów skupionych wokół Mariana Guta (m.in. Witold Tukałło i Marek Bik) wydała trzy numery pisma: 26 (w styczniu 1982), 27 i 28. Po aresztowaniu członków redakcji pisma w połowie 1982 roku Ryszard Bocian wydał numer 29 (drukowali: Bocian i Sławomir Onyszko). Numer ten przeznaczony był do użytku wewnętrznego i zawierał wyłącznie dokumenty KPN wydane po 13 grudnia 1981.

### 1985–1991
W 1985 ukazała się Opinia Małopolska z nr 30 (jako kontynuacja Opinii Krakowskiej sprzed 13 grudnia 1981).
W latach 1987–1991 wydano kolejne numery Opinii Krakowskiej (od 31 do 56). Pismo było wówczas drukowane w nakładzie 180-500 egzemplarzy. Był to nadal organ II Obszaru KPN (ostatni numer w lipcu 1991 ukazał się jako pismo niezależne). Skład redakcji ulegał zmianie: w 1991 redakcję tworzyli: Krzysztof Gąsiorowski, Maria Grcar (red. naczelny), Andrzej Kostrzewski, Ludwik Naleziński, Stanisław Palczewski i Andrzej Zagórski.